# 宇都宮南警察署
宇都宮南警察署（うつのみやみなみけいさつしょ）は、栃木県警察が管轄する警察署の一つである。

## 管轄区域
- 宇都宮市南部

## 所在地
- 栃木県宇都宮市みどり野町1番8号

## 沿革
- 1980年（昭和55年）4月1日 - 宇都宮中央警察署と宇都宮東警察署の南部地域を分離独立して開署。第35回国民体育大会（栃の葉国体）の開催が設立の契機となった[1]。

## 交番
- 雀の宮交番 - 宇都宮市雀の宮6丁目1番12号
- 宮本町交番 - 宇都宮市宮本町19番14号
- 下栗町交番（台新田町交番を新築移転） - 宇都宮市下栗1丁目13番地2
- 運動公園交番（2018年3月、緑交番を新築移転） - 宇都宮市西川田4丁目3番1号
- 西川田駅前交番 - 宇都宮市西川田3丁目8番13号
- インターパーク交番 - 宇都宮市インターパーク5丁目1番地18

## 駐在所
- 下横田町駐在所 - 宇都宮市下横田町503番地
- 上桑島町駐在所 - 宇都宮市上桑島町3817番地

### 廃止された駐在所
- 瑞穂駐在所 - 宇都宮市瑞穂3丁目2-5（インターパーク交番に統合・廃止）
- 屋板町駐在所（インターパーク交番に統合・廃止）